# Nick Rahall
Nick Joe Rahall II, född 20 maj 1949 i Beckley i West Virginia, är en amerikansk demokratisk politiker. Han var ledamot av USA:s representanthus 1977–2015. Han representerade West Virginias 4:e distrikt fram till 1993. 4:e distriktet avskaffades 1993 och efter det representerade Rahall West Virginias 3:e distrikt i representanthuset. Han var ordförande i representanthusets naturresursutskott 2007–2011.
Rahall avlade 1971 sin grundexamen vid Duke University. Han bedrev därefter fortsatta studier vid George Washington University.
Rahall efterträdde 3 januari 1977 Ken Hechler som kongressledamot. Rahall blev 1988 fast i Kalifornien för rattfylleri. Företrädaren Hechler utmanade honom i demokraternas primärval inför kongressvalet 1990. Hechler lovade att West Virginias 4:e distrikt skulle igen representeras av en kongressledamot med en "hög moral". Rahall vann primärvalet och sedan själva kongressvalet.
Rahall är av libanesisk härkomst. Han kritiserade USA:s stöd till Israel i libanonkriget 2006.